# Узбережжя скарбів

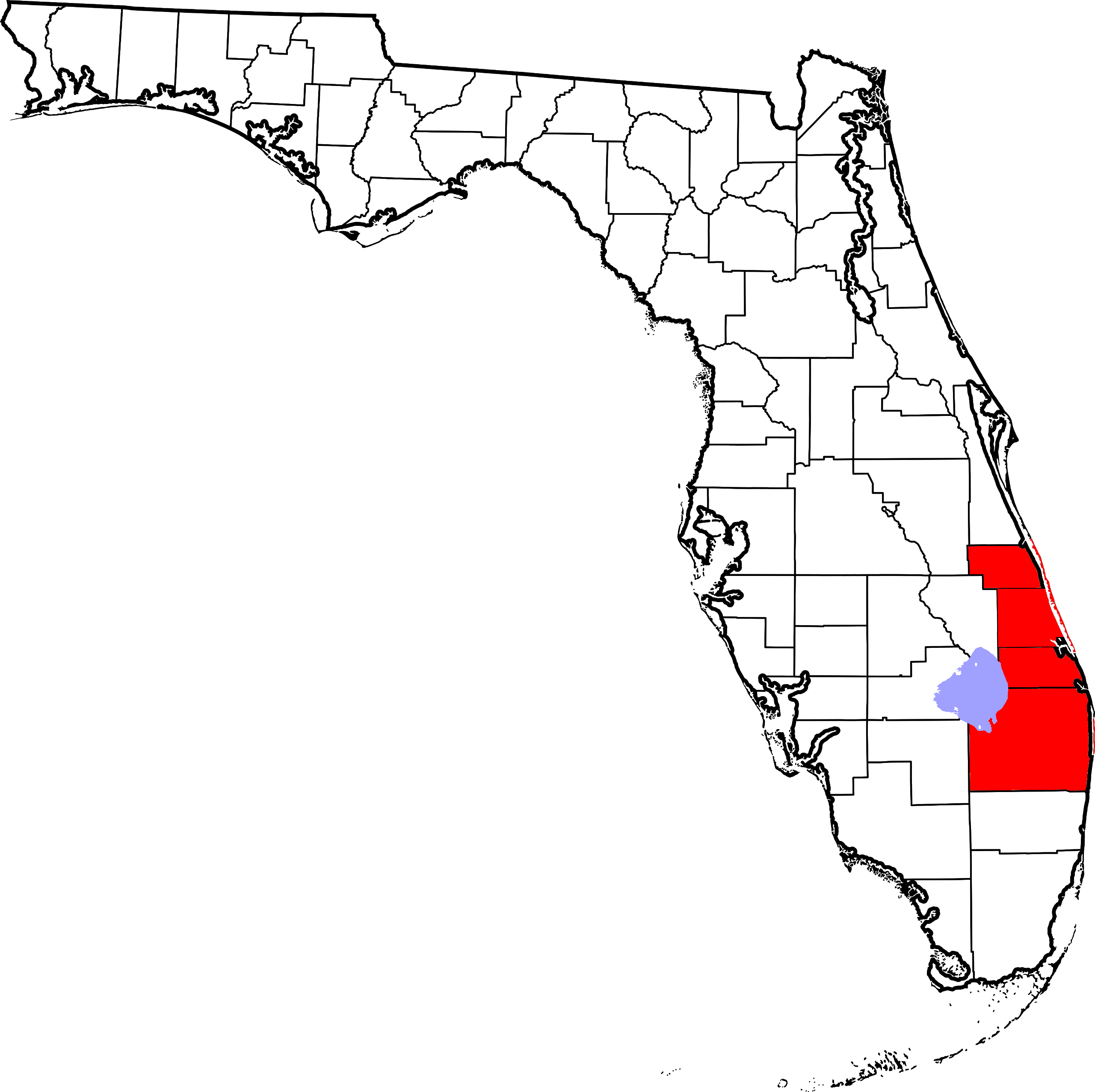
Прибережні райони округів Мартін, Сент-Люсі та Індійська річка

Узбережжя скарбів (англ. Treasure Coast) — область американського штату Флорида, що розташована на атлантичному узбережжі і складається з повітів Індіан-Рівер, Сент-Люсі та Мартін, й за опитуванням 2007 року вже й повіт Палм-Біч. Назва області походить від скарбів іспанського Срібного флоту 1715 року, що загинув в урагані поблизу цього узбережжя. Назва виникла з бажання мещканців відрізняти себе від розташованої південніше області Золотого узбережжя з містом Маямі.
Область включає 2 міські агломерації (столичні статистичні області), призначені Офісом управління та бюджету та використовуються для статистичних цілей Бюро перепису та іншими установами:
- агломерацію Порт Сент-Люсі, що включає повіти Сент-Люсі та Мартін,
- агломерацію Себастьян –Веро Біч, що включає повіт Індіан-Рівер.

Округ Палм-Біч є частиною агломерації Маямі-Форт-Лодердейл-Захід Палм-Біч.
Узбережжя скарбів населене давно, але, як і у інших місцевостях Флориди, популярна ідентичність цього регіону не з'явилася доти, доки в ХХ сторіччі в області не розпочалось зростання населення. Це один із декількох «прибережних» регіонів у Флориді, такі як Золоте узбережжя та Перше узбережжя. Термін було введено Джоном Дж. Шуманом-молодшим та Гаррі Дж. Шульцом у газету «Веро Біч Прес-Журнал» незабаром після того, як рятувальники почали знаходити іспанські скарби біля узбережжя у 1961 році. Відкриття скарбів Срібного флоту 1715 року, затопленого ураганом поблизу Себастьян інлет, мало важливе місцеве значення і привернуло до цього району міжнародну увагу. Видавець прес-журналу Шуман та редактор Шульц відзначили, що не було назви їх району, що розташовано між відомим Золотим узбережжям (від Палм-Біч до Маямі на південь) та Космічним узбережжям (Бревард на півночі). Вони почали у газеті посилатися на свій регіон як «Узбережжя скарбів» і це використання поширилося на громаду.
Центр міських та екологічних рішень Ентоні Дж. Катаніза у Флоридському атлантичному університеті зазначає, що Узбережжя скарбів стає все більш безперервним з рештою Південної Флориди, при цьому значна частина його поточного та прогнозованого розвитку пов'язана зі зростанням міського мегаполісу Великого Маямі.

## Міські агломерації
Ламме та Олдаковський встановили, що Узбережжя скарбів містить територію повіту Палм-Біч на північ до Космічного узбережжя з повітами Палм-Біч, Мартін, Сент-Люсі та Індіан-Рівер. Проте вони зазначають, що повіт Палм-Біч залишається частиною Південної Флориди та Великого Маямі. Рада регіонального планування Узбережжя скарбів, що базується в Стюарті, використовує аналогічне визначення й має юрисдикцію щодо цих чотирьох повітів. Інші джерела виключають округ Палм-Біч.
Узбережжя скарбів включає дві столичні статистичні області, визначені Управлінням управління та бюджету та використовуються для статистичних цілей Бюро перепису та іншими агенціями. Це:
- Порт Сент-Люсі, штат Флорида, Столичний статистичний район, що складається з округів Мартін та Сент-Люсі. Порт Сент-Люсі визначений головним містом. Двоокруговий столичний статистичний район був вперше визначений у 1983 році як Столичний статистичний район Форт-Пірса. У 1993 році MSA було перейменовано на столичний статистичний район Форт Пірс-Порт Сент-Люсі. У 2006 році Форт Пірс був виключений як головне місто, а назва була змінена на теперішню форму.
- Себастьян-Веро-Біч, штат Флорида, столичний статистичний район, що є суміжним з повітом Індіан-Рівер. Себастьян і Веро-Біч визначені головними містами.

## Географія

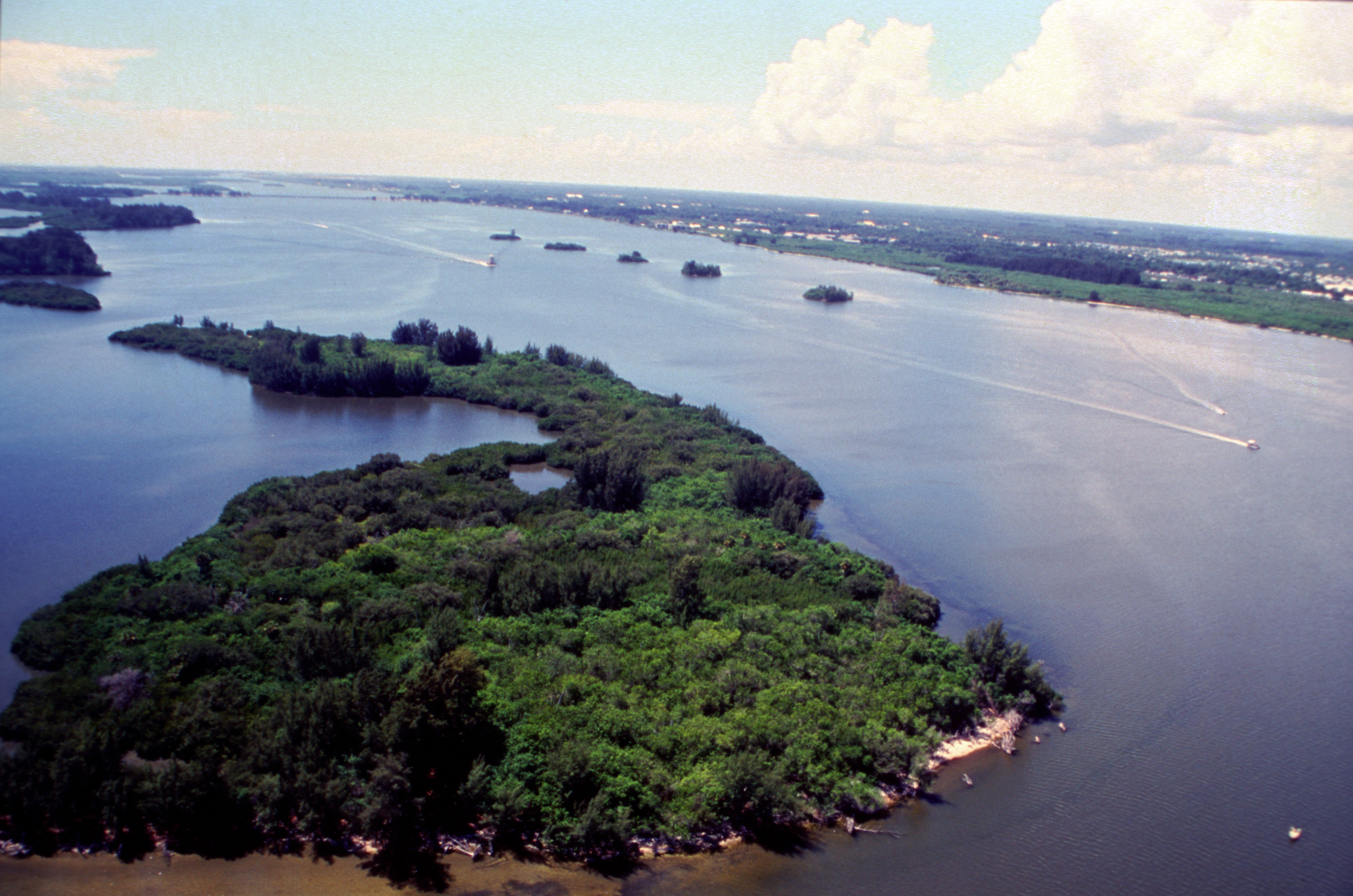
Пташиного польоту лагуни індійської річки

Все Узбережжя скарбів захищене від Атлантичного океану вузькими пісковиками та бар'єрними островами, що захищають мілководні лагуни, річки та затоки. Безпосередньо внутрішні, соснові та пальметові рівнини рясніють. Через Скарбове узбережжя протікають численні озера та річки, зокрема відома Індійська річка, що є частиною системи Індійської лагуни. У певні пори року мости можуть перешкоджати потоку червоних дрейфових водоростей, викликаючи запах сірководню «гнилим яйцем» в цьому районі. Узбережжя скарбів також межує з атлантичною частиною Внутрішньобережного водного шляху, ділянкою закритої води від Браунсвілла, Тексас до Бостона, Массачусетс.

## Громади
Значну частину населення Узбережжя скарбів складають міснвості, визначені переписом (CDPs), майже всі з них — у окрузі Мартін та Індіан-Рівер. Лише одне місто на Узбережжя скарбів має населення понад 100 000 мешканців, — Порт Сент-Люсі в повіті Сент-Люсі.

### Поселення з понад 100 000 мешканцями
- Порт Сент-Люсі (головне місто) — 174 110 осіб

### Поселення від 10 000 до 100 000 мешканців
- Форт-Пірс — 43,601 осіб,
- Себастьян — 23 344 осіб;
- Стюарт — 16,197 осіб;
- Веро-Біч — 16,017 осіб.

### Поселення від 1000 до 10 000 мешканців
- Індіанстаун — 6,083 осіб;
- Фелсмір — 5,439 осіб;
- Індіан-Рівер-Шорес — 4,075 осіб;
- Сіволс-Пойнт — 2100 осіб.

### Місця перепису, що не є офіційно поселеннями (за Переписом 2010 року)
- Палм-Сіті — 23,120
- Веро-Біч-Саут — 23 092
- Дженсен-Біч — 11,707
- Хоб-Саунд — 11521
- Лейквуд-Парк — 10458
- Порт Салерно — 10,091
- Гіффорд — 9,590
- Форт-Пірс-Норт — 6,474
- Індіан-Рівер-Естейтс — 6,220
- Рівер-Парк — 5 222
- Форт-Пірс-Саут — 5,062
- Вайт-Сіті — 3,719
- Норт-Рівер-Шорс — 3101
- Роузланд — 1472

## Транспорт

### Аеропорти
На Узбережжя скарбів діє Палм-Біцький міжнародний аеропорт у Вест-Палм-Біч. Такох на півночі доступний Орландо-Мельбурнський міжнародний аеропорт.

### Морські перевезення
Порт Форт-Пірс, у Форт-Пірсі, є значним портом для імпорту та експорту.

### Шосе
Узбережжям скарбів проходять основні автошляхи північ — південь. Проте вони, як правило, виходять за межі міст. Фларидський тюрнпайк (платний шлях) та міжштатна 95 йдуть паралельно один одному, часом перетинаючи один одного. Через міста проходить U.S.1. Пролягає недалеко від узбережжя й часто розташоване на бар'єрному острові облвсті — острові Хатчісона — Флоридська державна дорога А1А.

## Залізниця
Залізниця Флоридського Узбережжя скарбів здійснює вантажні перевезення вздовж узбережжя. До 1963 року пасажирські поїзди великої відстані діяли маршрутом на Маямі. Помітні пасажирські поїзди, що тоді експлуатувалися: Східно-береговий чемпіон (Атлантична берегова лінія, Нью-Йорк); Місто Маямі (Ілліной Центральний, Чикаго); Діксі Флаєр (Луїсвілль і Нашвілл, Чикаго); Понсе де Леон (Південна залізниця, Цинциннаті); Королівська пальма (Південна залізниця, Цинциннаті); Південний вітер (Луїсвілль і Нашвілл, Чикаго).
Амтрак та Флоридський департамент транспорту обговорюють питання повернення залізничних пасажирських послуг до узбережжя. У 2018 році Brightline (тепер Virgin Trains USA), швидкісна поїздна лінія, оголосила, що шукає місця для нової станції між Форт-Пірсом та Маямі. Зрештою, північно-західним кінцем буде Орландо.